# Berthold Huber
Berthold Huber (Ulm, 15 februari 1950) is een Duits syndicalist.

## Levensloop
Na zijn opleiding als 'toolmaker' ging Huber aan de slag bij Kässbohrer te Ulm. In 1971 werd hij syndicaal actief bij IG Metall. 
In 1990 werd hij voor deze vakcentrale secretaris in Oost-Duitsland en in 1991 werd hij directeur van het bureau van de voorzitter. Vervolgens werd hij in 1998 regionaal directeur voor IG Metall te Baden-Württemberg en in 2003 vicevoorzitter. In 2007 volgde hij Jürgen Peters op als voorzitter van deze vakcentrale, een functie die hij uitoefende tot 2013. Hij werd in deze hoedanigheid opgevolgd door Detlef Wetzel.
Tevens werd hij in 2009 aangesteld als voorzitter van de Internationale Metaalbond (IMB) in opvolging van Jürgen Peters. Onder zijn bewind fuseerde de IMB met de Internationale Federatie voor Werknemers in de Mijnbouw, Chemie, Energiesector en Algemene Arbeiders (ICEM) en Internationale Vakbondsfederatie voor Textiel, Kleding en Leder (ITGLWF) tot de IndustriALL Global Union. Van deze nieuwe vakbondsconfederatie was hij vervolgens voorzitter van 2012 tot 2016. Hij werd in deze hoedanigheid opgevolgd door Jörg Hofmann.